# 双刃 (爆炸反应装甲)
双刃（羅馬化：Duplet，直译 '成对的'）是乌克兰制造的坦克的第三代串联爆炸反应装甲。利刃的现代化型号。可保护战车和固定物体免受口径达125毫米的火炮发射的高爆弹、串联炸药、爆炸成型穿甲弹、反坦克榴弹和各类尾翼稳定脱壳穿甲弹的伤害。由微技开发，2009年被乌克兰军队接受。

## 研发
在乌克兰新型坦克堡垒-M的开发过程中，微技负责开发一种新的爆炸反应装甲，使之能有效保护坦克免受串联炸药的伤害。考虑到当时世界范围内没有一种已知的爆炸反应装甲能有效对抗串联弹药，因此这项工作必须从头开始。利刃爆炸反应装甲现有的研究成果只有一部分可作为KhSCHKV爆炸反应装甲的一般概念。由于所开展的工作，坦克主要突出部分的保护结构、爆炸反应装甲和新系统的操作原理的总体方案与之前使用的利刃系统的对应方案有根本的不同。作为堡垒-M坦克的一部分进行国家测试后，内置式双刃爆炸反应装甲于2009年7月被乌克兰军队接受。

## 简介
双刃系统的模块可用作坦克和轻型战车爆炸反应装甲的内置或子系统的一部分。

## 生产
双刃爆炸反应装甲不可拆卸，内置保护性装药。模块分为两种类型，尺寸为250x125x36毫米或250x125x26毫米的平行六面体，重量分别为2.8公斤和2.1公斤。根据安装的位置，模块可安装在特殊的空槽中。

## 特征
- 小型武器射击时安全。
- 口径达14.5毫米的子弹、破片和燃烧混合物不会引起爆炸。
- 与内置式爆炸反应装甲4S20（英语：Kontakt-1）或4S22（俄制）元件的互换比为1:2。
- 增强对系统暴露于高温和潮湿环境时的保护。
- 防护效率提至1.8-2.7倍（与4S22相比）。

## 使用方
- 乌克兰——2009年，乌克兰国防部订购了10辆安装内置式双刃系统的堡垒-M坦克。已签订的合同价值为2.95亿格里夫纳。截至2012年初，由于资金不足，乌克兰军队的军火库中只有一辆BM“堡垒”坦克。乌克兰武装部队计划到2025年采购约200辆堡垒主战坦克。[3][4]
- 泰國——2011年9月1日，签署了向泰国交付49辆配备内置式双刃系统的堡垒-M坦克的合同。[5][6]2014年2月4日，首批5辆BM“堡垒”坦克列装泰国武装部队。[7]

## 相关词条
- 利刃 (爆炸反应装甲)
- 爆炸反应装甲
- 装甲

## 引文
1. ↑  . www.army-guide.com.   [2024-10-14]. （原始内容存档于2024-12-02） （英语）.
2. ↑  . btvt.info.   [2023-05-05]. （原始内容存档于2023-03-25） （俄语）.
3. ↑  . Военный информатор. 2014-06-24  [2021-05-24]. （原始内容存档于2021-05-18） （俄语）.
4. ↑  . www.ukrinform.ua.   [2021-05-24]. （原始内容存档于2021-05-24） （乌克兰语）.
5. ↑  . korrespondent.net.   [2024-10-14]. （原始内容存档于2025-01-26） （乌克兰语）.
6. ↑  . 2011-09-02  [2024-10-13]. （原始内容存档于2025-01-26） （乌克兰语）.
7. ↑  . censor.net.ua. 2014-02-05  [2024-10-13]. （原始内容存档于2014-11-10） （俄语）.